# St Andrew-by-the-Wardrobe

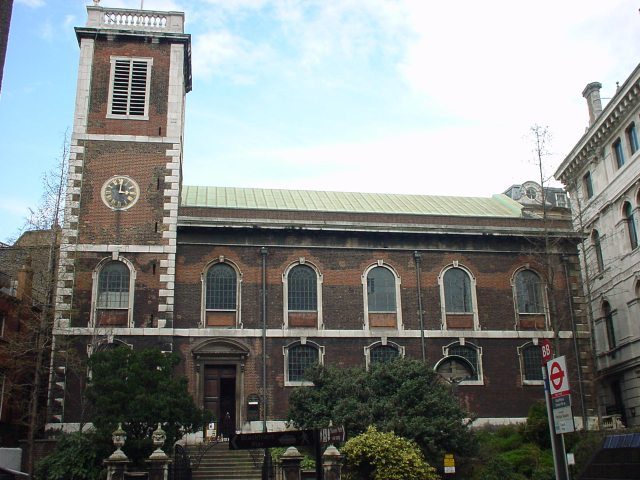
St.Andrew by the Wardrobe

St Andrew-by-the-Wardrobe (früher: St Andrew by Castle Baynard) ist eine Kirche der Church of England an der Queen Victoria Street in der City of London, in der Nähe des Bahnhofs Blackfriars.

## Geschichte
Bereits 1170 findet sich die erste Erwähnung. Die Kirche ist jedoch mit Sicherheit noch älter. Der ursprüngliche Name lautete St Andrew by Castle Baynard. Im 13. Jahrhundert war die Kirche ein Teil von Baynard’s Castle, einer alten königlichen Residenz. 1361 verlegte Edward III. seine Royal Wardrobe (ein Lagerhaus für Waffen, Gewänder u. ä.) aus dem Tower of London in ein Gebäude nördlich der Kirche. Aus dieser Zeit stammt der heute gängige Name der Kirche.
Sowohl Wardrobe als auch Kirche fielen jedoch dem Großen Brand von London 1666 zum Opfer. Sir Christopher Wren erbaute nach dem Großen Brand 51 Kirchen, und St Andrew-by-the-Wardrobe ist in diesem Werk eine der am einfachsten gehaltenen Kirchen. Sie wurde 1695 wieder aufgebaut.
Während der Luftangriffe auf London durch die Deutsche Luftwaffe 1940–1941 wurde sie ein weiteres Mal zerstört. Nur Turm und Wände blieben erhalten. Daraufhin wurde sie erneut aufgebaut und 1961 wieder geweiht.

## Patronatsrecht
Das Kirchenpatronat lag früher bei der Familie FitzWalter. Vermutlich geht es auf Erwerbungen durch Robert Fitzwalter († 1235) zurück. Er war Constable of Baynard’s Castle. 1417 lag es bei Thomas de Berkeley, 5. Baron Berkeley († 1417). Das beweist eine Charter vom 24. Juni 1417, in der er Feoffees (Pfründner) ernannte. Berkeley’s Inn, das Stadthaus der Familie, befand sich ganz in der Nähe, am Südende der Adle Street, gegenüber der Puddle Wharf.

## Gebäude

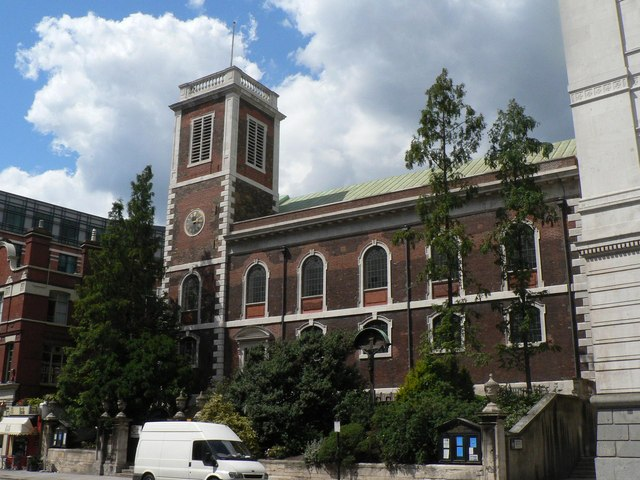
Die steilen Treppen von der Straße zum Eingang der Kirche.

St Andrew’s liegt auf einer Terrasse oberhalb der Straße, das schlichte Äußere aus Ziegelsteinen kontrastiert mit den steinernen Gebäuden auf beiden Seiten. Das Innere ist dreischiffig aufgebaut, wobei die seitlichen Gewölbe als Arkaden ausgeführt sind, die auf Pfeilern statt der sonst im Kirchenbau üblichen Säulen ruhen. Die Original-Möblierung wurde während des Krieges größtenteils zerstört. Viele der Einrichtungsgegenstände stammen aus anderen zerstörten Kirchen Londons. Die Wetterfahne auf dem Kirchturm stammt von St Michael Bassishaw (bereits 1900 zerstört). Eine Ersatzkanzel kam aus der Kirche St Matthew, Friday Street, genauso wie das Taufbecken und dessen Deckel. Das Wappen des Hauses Stuart stammt aus St Olave Old Jewry (bereits 1887 abgerissen). Es gibt eine Statue des Apostels Andreas (um 1600) und eine ungewöhnliche Figur der Heiligen Anna, die die Jungfrau Maria hält, welche wiederum selbst das Jesuskind hält. Diese Statue stammt aus der Zeit um 1500 und kommt möglicherweise aus Norditalien.
William Shakespeare war Mitglied der Pfarrei, solange er am nahegelegenen Blackfriars Theatre wirkte; später erwarb er ein Haus in der Parochie, in Ireland Yard. In der Kirche gibt es heute eine Shakespeare gewidmete Gedenktafel.
St Andrews ist Gildenkirche der Worshipful Society of Apothecaries.
Sonntagsgottesdienste werden von der Gemeinschaft St. Gregorios der Indisch-Orthodoxen Kirche gefeiert.
Die Kirche wurde am 4. Januar 1950 mit Grade I in die Statutory List of Buildings of Special Architectural or Historic Interest aufgenommen.

## Persönlichkeiten
- Guy Treweek (Ehemann von Rachel Treweek, der ersten Bischöfin der Church of England) war Priest-in-charge von 2011 bis 2015
- Luke Miller SSC, Priest-in-charge (2015–2016)

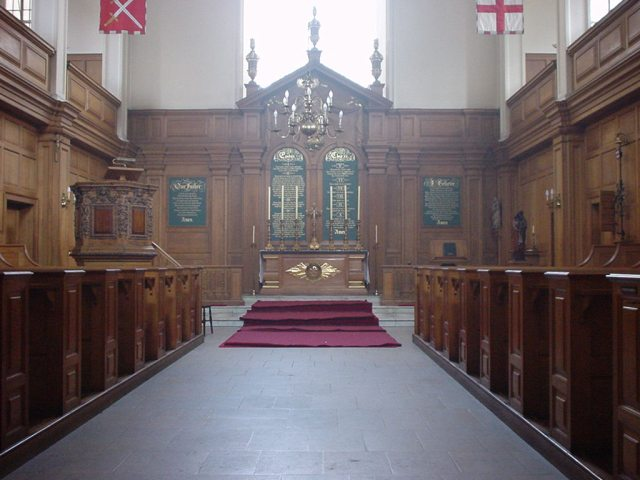
St. Andrew-by-the-Wardrobe Interior